# كوني ماريرو
كوني ماريرو هو لاعب كرة قاعدة كوبي، ولد في 25 أبريل 1911 في Sagua La Grande ‏ في كوبا، وتوفي في 23 أبريل 2014 في هافانا في كوبا.

## وصلات خارجية
- كوني ماريرو على موقع دوري كرة القاعدة الرئيسي (الإنجليزية)
- كوني ماريرو على موقعبيزبول رفرنس.كوم (الدوري الرئيسي) (الإنجليزية)
- كوني ماريرو على موقع جمعية أبحاث البيسبول الأمريكية (الإنجليزية)
- كوني ماريرو على موقع إي إس بي إن.كوم (أم.أل.بي) (الإنجليزية)